# Lijst van rivieren in Ivoorkust
Dit is een lijst van rivieren in Ivoorkust. De rivieren in deze lijst zijn geordend naar drainagebekken en de opeenvolgende zijrivieren zijn ingesprongen weergegeven onder de naam van elke hoofdrivier.

## Atlantische Oceaan

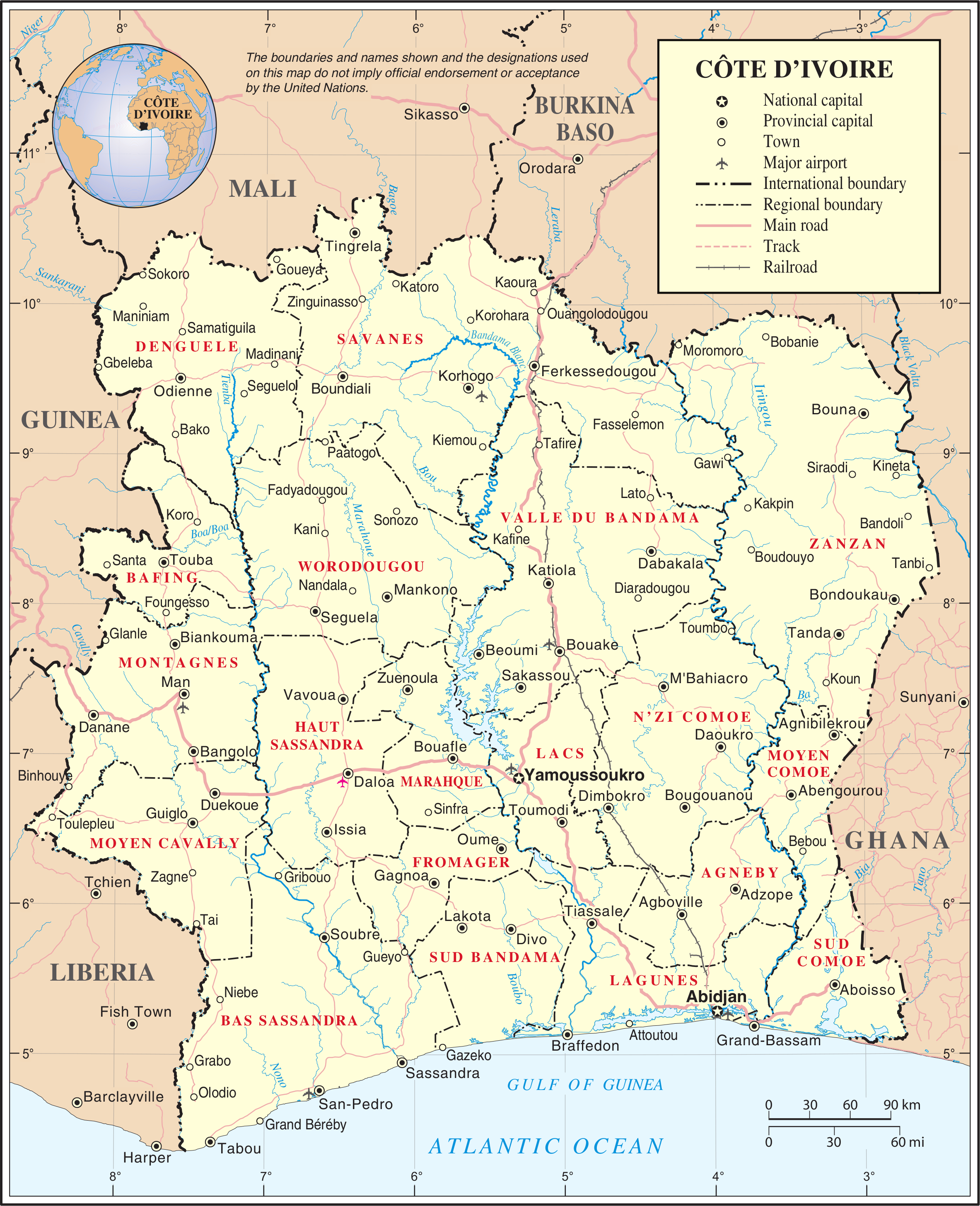
Kaart van Ivoorkust.

- Cestos (Nuoun)
- Cavalla
- Nono
- San-Pédro
- Sassandra
  - Davo
  - Lobo
  - Nzo
  - Bafing (Gouan)
  - Boa
  - Férédougouba (Bagbé)
  - Tienba
- Boubo
- Bandama
  - Nzi
  - Marahoué (Bandama Rouge)
  - Kan
  - Bou
  - Solomougou
- Agnéby
- Komoé
  - Ba (Bayakokoré)
  - Kongo
  - Iringou
  - Léraba
- Bia
- Tano
- Zwarte Volta
- Niger (Mali)
  - Bani (Mali)
    - Bagoé
      - Kankélaba (Mahandiani)

    - Baoulé
      - Dégou

  - Sankarani